# 提醒事項
提醒事项（Reminders）是苹果公司开发的一款跨平台任务管理应用程序，预装在iOS、iPadOS、macOS和watchOS操作系统中。该程序首次发布于2011年10月随iOS 5推出，并于2012年7月在OS X 10.8 "Mountain Lion"中加入。通过iCloud云服务，用户可在所有苹果设备间实时同步提醒事项。

## 核心功能
多列表管理：支持创建分类列表（如"工作"、"购物"等），并可通过颜色标记区分。
智能提醒：
- - 时间提醒：支持单次或重复提醒（每日/每周/每月/每年）[1]。
  - 地理位置提醒：基于到达或离开特定地点触发（如"到家时提醒"）[2]。

任务详情：
优先级设置（低/中/高）
子任务清单
附件添加（iOS 13+支持照片、文档等）
备注字段
协作功能（iOS 13+）：支持多人共享列表并实时同步进度。
自然语言输入（iOS 13+）：直接输入"明天下午3点打电话给客户"自动解析时间。
智能建议：根据使用习惯推荐提醒时间。

## 重大版本更新

### iOS 13/macOS 10.15 (2019)
全新设计界面，增加"今天"、"计划"、"旗标"和"全部"智能过滤。
引入任务标签系统（如#重要、#项目A）。
支持添加图片、扫描文档等附件。
增强的Siri整合：可通过语音创建含详细信息（如位置、标签）的提醒。

### iOS 17/macOS 14 (2023)
杂货列表自动分类：根据商品类型（乳制品、水果等）自动归类。
模板功能：可创建重复使用的清单模板（如旅行打包清单）。
跨应用集成：
邮件应用中可直接将邮件转化为提醒事项。
地图到达预设位置时自动弹出相关提醒。

## 技术架构
使用CloudKit实现跨设备实时同步。
通过机器学习分析用户习惯优化提醒时间建议。

## 数据统计
根据Apple 2022年开发者大会披露：
全球每周产生超过50亿条提醒事项
地理位置提醒使用率同比增长35%